# Titanogrypa pedunculata
Titanogrypa pedunculata är en tvåvingeart som först beskrevs av Hall 1931.  Titanogrypa pedunculata ingår i släktet Titanogrypa och familjen köttflugor. Inga underarter finns listade i Catalogue of Life.